# Anne Nompar de Caumont
Anne Jacobée Nompar de Caumont de La Force, contessa di Balbi (La Force, 19 agosto 1753 – Parigi, 3 aprile 1842), è stata una nobildonna francese, amante del conte di Provenza, che in seguito divenne Luigi XVIII.

## Biografia
Membro della nobile famiglia de Caumont, era la figlia del marchese de Caumont La Force, che era la guardia del corpo del re Luigi XV e il primo gentiluomo di camera del conte di Provenza (poi Luigi XVIII), e di sua moglie Adélaïde-Luce-Madeleine de Galard de Brassac, dama di compagnia della contessa di Provenza, prima governante dei figli del conte d'Artois (il futuro Carlo X).

## Amante di Luigi XVIII
Anne è stata descritta come una bellezza spiritosa e divertente, ma attirò anche nemici con la sua inesorabilità. Decise di avvicinarsi al conte di Provenza e per questo riuscì ad essere ammessa come dama di compagnia di Maria Giuseppina di Savoia.
Il conte di Provenza, stanco dalla moglie, che aveva manifestato qualche debolezza per una persona del suo seguito, decise di rispondere a questo affronto, prendendo Anne come favorita. Ella andò a vivere in un appartamento al Petit Luxembourg e gli amanti trascorrevano le serate nel padiglione Satory a Versailles.
Il marito di Anne, che protestò contro questa relazione, fu dichiarato pazzo e rinchiuso in un manicomio dal conte. Il conte creò un giardino a Versailles nel 1785, chiamato Balbi, in onore di Anne.

## Ultimi anni
La contessa di Balbi lasciò la Francia insieme con il conte e la sua consorte nel 1791. Si dice che avesse partecipato alla pianificare della loro fuga. Quando il conte e la contessa si divisero durante l'itinerario di viaggio a Mons, Anne fu costretta a seguire la contessa, in quanto era la sua dama di compagnia. Durante la separazione, diede alla luce due gemelli: a causa del tempo cronologico, potrebbero non essere stati i figli del conte di Provenza, in quanto la loro relazione era terminata. Visse in Inghilterra fino al 1802, quando il suo nome fu rimosso dalla lista di emigranti. Tornò in Francia, dove avanzò pretese sulla fortuna del marito e visse con il fratello fino alla sua morte.
Morì a Parigi il 3 aprile 1842.